# Sébastien Chavanel
Sébastien Chavanel (Châtellerault, 21 marzo 1981) è un ex ciclista su strada francese, velocista, professionista dal 2003 al 2016.
Ha un fratello maggiore, Sylvain, anch'egli ciclista pro.

## Carriera
Ha corso a livello amatoriale nella squadra Vendée U, anticamera del team professionistico Brioches La Boulangère, dove arriva nel 2003. Continua la sua carriera nella squadra di Jean-René Bernaudeau (che nel 2005 diventa Bouygues Télécom) fino alla fine della stagione 2006, per passare nel 2007 alla Française des Jeux di Marc Madiot, con cui resta per tre anni; nel 2010 torna con Bernaudeau al Team Europcar, mentre dal 2014 al 2016, ultimo anno di attività, è di nuovo con Madiot alla FDJ.
Ha vinto nove corse tra i professionisti, tra le quali quella risalente all'inizio della stagione 2006, quando ha battuto Robbie McEwen allo sprint della terza tappa del GP Internacional Costa Azul. Di rilievo i successi al Grand Prix de Denain nel 2007 e al Tour de Picardie (tappa e classifica finale) nel 2008.

## Palmarès
- 2002

La Côte Picarde
- 2003

2ª tappa Tour de l'Avenir
3ª tappa Tour de l'Avenir
- 2004

2ª tappa Tour de l'Avenir
4ª tappa Tour de l'Avenir
5ª tappa Tour de l'Avenir
5ª tappa Giro di Vallonia
- 2006

3ª tappa Grand Prix Internacional Costa Azul (Alcácer do Sal > Grândola)
- 2007

3ª tappa Tour de Picardie
Grand Prix de Denain
5ª tappa Étoile de Bessèges
3ª tappa Tour du Poitou-Charentes
- 2008

4ª tappa Tour de Picardie
Classifica generale Tour de Picardie
- 2011

2ª tappa Circuit de Lorraine

### Altri successi
- 2007

Classifica a punti Étoile de Bessèges
Classifica generale Coppa di Francia

## Piazzamenti

### Grandi Giri
- Giro d'Italia

2006: ritirato
2014: 150º
- Tour de France

2007: 130º
2008: ritirato (16ª tappa)
- Vuelta a España

2005: ritirato (17ª tappa)
2009: ritirato (13ª tappa)
2010: 139º

### Classiche monumento
- Milano-Sanremo

2008: ritirato
2015: 160º
- Giro delle Fiandre

2006: ritirato
2007: ritirato
2009: ritirato
2010: ritirato
2011: ritirato
2012: ritirato
2015: ritirato
- Parigi-Roubaix

2003: ritirato
2004: ritirato
2005: fuori tempo
2006: ritirato
2007: ritirato
2008: ritirato
2009: ritirato
2010: fuori tempo
2011: 39º
2012: 80º
2013: ritirato